# Victor Sevastianov
 (avril 2011).
Améliorez-le ou discutez des points à vérifier. 
Victor Sevastianov (1923–1993) est un footballeur et un peintre ukrainien.

## Biographie
La particularité de la biographie de V. Sevastianov consiste dans la combinaison de deux passions qui ont défini sa vie – le football et la peinture.
En 1945 il a été admis à l’école des arts d’Odessa comme étudiant libre et, en même temps, comme membre de l’équipe de football des maîtres "Pischevik".
En 1947 il a été transféré à Kiev où il jouait dans l’équipe légendaire "FC Dynamo Kyiv" et fréquentait l’Atelier des Arts plastiques.

### Peinture
V. Sevastianov a fait ses preuves dans le football aussi bien que dans la peinture. L’union d’un excellent talent et d'une capacité du travail incroyable était un des secrets de son succès.
Oleg Makarov, un des meilleurs gardiens de but de "Dynamo", mentionne le footballeur Victor Sevastianov dans son livre, "Victor a été surnommé "Front" dans l’équipe, pour avoir utilisé cette partie du corps pour porter des coups puissants… Il jouait d’une manière pressante,  retournant toujours en arrière après l’attaque. Il était très fiable quand il jouait au milieu du terrain".
Sa fille Larissa se souvient du peintre Victor Sevastianov, "Il aimait beaucoup dessiner d'après nature. "Je ne m’endors pas avant que je fasse trois ébauches", disait-il. Des couleurs claires, vives prédominaient dans les tableaux du père. Les critiques d’art sont portés à le considérer impressionniste, bien qu’il s’essayait dans différents genres ".
C’est dans les paysages de V. Sevastianov que sa très fine vision individuelle et sa perception particulière de la couleur se sont manifestées. Les peintures lyriques et romantiques de l’artiste sont soit silencieuses et songeuses, soit doucement bouleversées, mais toujours profondément sincères. Chacun de ses paysages reflète un certain état d’âme : des fines proportions lyriques tonales du bleu-gris, du gris-vert, dont la gamme des couleurs donne le sentiment de l’harmonie, du calme, de la réticence; et l’expression du rouge vif, du vert, du jaune qui expriment l’action, l’éveil.
V. Sevastianov était un homme extrêmement modeste. Une grande partie de ses toiles n’a pas de signature et même pas de titre. Il n’a jamais pensé que ses œuvres verraient le monde. Puisqu’à l’époque soviétique les déviations de la ligne du Parti Communiste dans l’art ou toute libre pensée étaient interdites et sévèrement punies. Il n’y avait pas de place pour la recherche créatrice dans ce système totalitaire sans âme, et l’impressionnisme a été totalement exclu en tant que  manifestation nuisible de la culture bourgeoise. C’est précisément ce qui rend les œuvres du peintre d’autant plus importantes et intéressantes pour nous aujourd’hui, sa personnalité d’autant plus vivide.

### Sources
"Les Peintres Ukrainiens : 100 nom célèbres" I. Charov, A. Tolstouhov, éd. ArtEk, 2007